# Scherz, Satire, Ironie und tiefere Bedeutung
Scherz, Satire, Ironie und tiefere Bedeutung ist ein Theaterstück von Christian Dietrich Grabbe und eine der großen deutschen Komödien. Grabbe vollendete das Stück 1822 nach seiner düsteren, nihilistischen Tragödie Herzog Theodor von Gothland und bezeichnete es selbst als komödiantischen Widerpart des Gothland. Das Stück vermischt zahlreiche Elemente des klassischen Lustspiels: Posse, Commedia dell’arte, ätzende Literatur- und Gesellschaftssatire und possenhaften Unsinn. Grabbe selbst erlebte eine Inszenierung des Stücks nicht; erst in seinem 40. Todesjahr 1876 fand eine erste Privatinszenierung am Akademietheater in Wien statt. 1907 folgte die offizielle Uraufführung in einer Bearbeitung von Max Halbe an dessen Bühne „Intimes Theater für dramatische Experimente“ in München.

## Inhaltsangabe
Weil in der Hölle geputzt wird, ist der Teufel auf die Erde gekommen, wo er trotz des heißen Sommerwetters erfriert. Vier Naturhistoriker entdecken das vermummte Bündel und schleppen es auf das Schloss des Barons von Haldungen. Während man über den rätselhaften Fund disputiert („Der Teufel passt nicht in unser System“), kommt der Höllenfürst wieder zu sich und sucht Wärme im Kaminfeuer. In der Absicht, Verwirrung und Böses anzustiften, kauft er die Nichte des Barons, die hübsche, aufgeweckte Liddy, ihrem Bräutigam Herrn von Wernthal ab, der nur an der Mitgift interessiert ist, und verspricht sie dem wüsten Freiherrn von Mordax („Die Liddy ist ein prächtiges Tier und behagt mir superbe! … Ich will sie heiraten oder totstechen!“), der dafür zwölf Schneidergesellen ermorden und einem die Rippen brechen muss. Als weiterer Bewerber tritt der ehrliche, eben aus Italien zurückgekehrte Herr Mollfels auf den Plan, der wegen seiner Hässlichkeit („Wir haben eben sieben alte Weiber aus dem Schlossteiche gezogen, welche beim Anblicke seines Gesichts vor Schrecken ins Wasser gesprungen waren“) vergebens um Liddys Gunst bittet.
Als der Teufel sich ein neues Hufeisen an seinen Pferdefuß anpassen lässt, errät der Schmied, mit wem er es zu tun hat, und vertraut sich dem verschmitzten und dem Alkohol ergebenen Schulmeister an. Dieser lässt einen mannshohen Käfig im Wald aufstellen, in dem er sechzehn Kondome (Kodons) als Köder auslegt. Prompt geht der Teufel in die Falle, während Herr Mollfels die Intrige des Freiherrn von Mordax vereitelt. Liddy wird mit Waffengewalt gerettet, und das Stück findet einen allseits glücklichen Ausgang: Des Teufels Großmutter, in Gestalt einer jungen Frau, begleitet von Kaiser Nero, befreit den Teufel („Das Scheuern in der Hölle ist vorbei! […] der heiße, dich wieder erwärmende Kaffee dampft schon auf dem Tische“), und der treue Herr Mollfels erhält Liddy zur Gattin. 
Die zahlreichen satirischen Seitenhiebe auf die zeitgenössische Literatur, darunter Ernst von Houwald, Adolph Müllner, Theodor Hell (eigentlich Karl G. Th. Winkler) oder Wilhelm Blumenhagen, finden ihren Höhepunkt im selbstironischen Auftritt des Autors selbst („Grabbe tritt herein mit einer brennenden Laterne. – Der Vorhang fällt“), vor dem der Schulmeister die Tür verschließen will: „Das ist der vermaledeite Grabbe, oder wie man ihn eigentlich nennen sollte, die zwergige Krabbe, der Verfasser dieses Stücks! Er ist so dumm wie’n Kuhfuß, schimpft auf alle Schriftsteller und taugt selber nichts, hat verrenkte Beine, schielende Augen und ein fades Affengesicht!“

## Bedeutung
In seiner schillernden Mischung aus drastischer Situationskomik, Rüpelszenen, Satire und Groteske steht das Stück ebenso außerhalb der klassischen wie der romantischen Komödie und erinnert in seiner epischen Bilderfolge wie in seiner grell-verzweifelten Grundstimmung eher an die Tragikomödien eines J. M. R. Lenz, wobei die Liebesintrige als zentrales Handlungselement dem konventionellen Schema der Commedia dell’arte entspricht. Aufgrund der das Stück prägenden Literatursatire wie der Illusionsbrechung in der letzten Szene, als Wernthal und Mordax in den Orchestergraben flüchten und Grabbe selbst erscheint, wurden stets auch Vergleiche etwa zu Ludwig Tiecks Der gestiefelte Kater gezogen. Dabei sprengt Grabbe die versöhnende Perspektive romantischer Ironie, seine Kritik der biedermeierlichen Gesellschaft wird zur Karikatur einer „verkehrten Welt“, die, wie der Teufel in einem berühmt gewordenen Satz konstatieren darf, „als ein mittelmäßiges Lustspiel“ erscheint, „welches ein unbärtiger, gelbschnabeliger Engel, der [...], wenn ich nicht irre, noch in Prima sitzt, während seiner Schulferien zusammengeschmiert hat“. Der hoffnungslosen Lächerlichkeit fallen der Adel ebenso anheim wie das Kleinbürgertum, die Vertreter der Wissenschaft und die der Kultur. Klopstocks Messias benutzt der Teufel als „altes, unfehlbares Schlafmittelchen“, die Helden der klassischen Literatur, von der Antike bis zur deutschen Klassik, tummeln sich samt ihren Autoren bevorzugt in der Hölle, und dass die Regierungen „immer noch zaudern, endlich einmal einen Schock Poeten wegen ihrer elenden Gedichte hinzurichten“, ist in den Augen des Herrn Mollfels eine Grausamkeit gegenüber dem Publikum. 
Mit seinem bösen Witz, seinem Sarkasmus und der „äußeren tollkomischen Erscheinung“ (so schrieb Grabbe 1827 (?) an Kettembeil) hat das Stück bis heute wenig von seinem Elan eingebüßt und sich als eines der wenigen nichtklassizistischen Lustspiele der deutschen Literatur im Repertoire der Bühnen behauptet. Der Rang des Werks ist in der Forschung unbestritten, die Deutungen differieren hinsichtlich der tieferen Bedeutung des Stücks, dem man eine teils nihilistisch-verzweifelte (B. v. Wiese, G. Kaiser), teils politisch-utopische Grundaussage (M. Schneider) zuschreibt oder es zum bloßen Spiel (H. Kaiser) erklärt.

## Kurzinterpretation
Das Stück ist einerseits ein großer Klamauk, der das Genre der Hochzeits- und Verwechslungskomödie – das ja auch noch heutigen Seifenopern zugrunde liegt – parodiert. Andererseits bietet das Stück ernst zu nehmende satirische Angriffe gegen Journalisten, Lehrer, Handwerker und Bauern, die High Society und immer wieder vor allem gegen die deutsche Literatur. Hier ist Grabbe unübertroffen bissig. Die Parodie des Schulmeisters, die Kritik am Journalismus, an verstaubter Wissenschaft, hohlem Pathos, Spießermoral und der dummen Oberflächlichkeit insbesondere von weiblichen Schriftstellern z. B. dürften auch heute noch bei einigen Missbilligung hervorrufen. Kein Zufall aber ist, dass die emanzipierte Liddy die einzige intelligente, gefühlvolle, vernünftige und sympathische Figur des Stückes ist. Eingebettet ist diese in ein nihilistisches Weltbild: 
„Die Welt ist weiter nichts als ein mittelmäßiges Lustspiel, welches ein grünschnäbeliger Engel, der wenn ich nicht irre noch in der Prima sitzt, während seiner Schulferien zusammengeschmiert hat.“
Sie ist aus den Fugen geraten, weil Oberflächlichkeit, Geldgier, Selbstsucht und Borniertheit regieren. Die althergebrachten Werte funktionieren nicht mehr; neue sind noch nicht in Sicht. Letztlich ist Grabbe ein verbitterter Moralist, der seiner Gesellschaft den Zerrspiegel vorhält und ihre Schwächen schonungslos karikiert – aber nie verbissen.

## Personen
- Baron von Haldungen
- Liddy, seine Nichte
- Herr von Wernthal, mit ihr verlobt
- Freiherr von Mordax
- Herr Mollfels
- Rattengift, ein Dichter
- Der Schulmeister des Dorfes
- Tobies, ein Bauer
- Gottliebchen, sein Sohn
- Gretchen, Dienstmagd der Gerichtshalterin
- Konrad, ein Schmied
- Vier Naturhistoriker
- Der Teufel
- Des Teufels Großmutter
- Kaiser Nero, Bedienter der Großmutter
- Grabbe, der Verfasser des Lustspiels
- Dreizehn Schneidergesellen und andere Nebenpersonen

## Ausgaben (Auswahl)
- Scherz, Satire, Ironie und tiefere Bedeutung. Ein Lustspiel in drei Aufzügen. Philipp Reclam jun., Leipzig 1872 (Reclams Universal-Bibliothek, Nr. 397).
- Scherz, Satire, Ironie und tiefere Bedeutung! Lustspiel in drei Akten. Mit Originalholzschnitten von Karl Thylmann, Kurt Wolff, Leipzig 1915.
- Scherz, Satire, Ironie und tiefere Bedeutung. Ein Lustspiel in drei Aufzügen. Mit Radierungen von Friedrich Heubner. Drei Masken Verlag, München 1927.
- Werke und Briefe. Historisch-kritische Gesamtausgabe in sechs Bänden. Hrsg. von der Akademie der Wissenschaften in Göttingen, bearbeitet von Alfred Bergmann, Bd. 1, Lechte, Emsdetten (Westf.) 1960, S. 213–273 (Text) und 568–622 (kritischer Anhang).

## Vertonungen und Verfilmung

### Oper
Der Komponist Detlev Glanert verwendete das Stück als Grundlage für seine gleichnamige komische Oper, die 2001 in Halle uraufgeführt wurde. Das Libretto verfasste Jörg W. Gronius.

### Hörbuch
- Christian Dietrich Grabbe: Scherz, Satire, Ironie und tiefere Bedeutung. Gelesen von Wiglaf Droste und Harry Rowohlt. Random House Audio, Köln, ISBN 978-3-86604-333-6.

### Verfilmung
Scherz, Satire, Ironie und tiefere Bedeutung, Film von Horst Ruprecht (1977)